# 圣莫里斯 (多姆山省)
圣莫里斯（法語：Saint-Maurice，法語發音：[sɛ̃ moʁis] ⓘ）是法国多姆山省的一个市镇，位于该省中部偏南，属于克莱蒙费朗区。

## 地理
圣莫里斯（45°40'15"N, 3°14'10"E）面积5.4 平方千米，位于法国奥弗涅-罗讷-阿尔卑斯大区多姆山省，该省份为法国中南部省份，北起阿列省接壤，东临卢瓦尔省，南至上盧瓦爾省和康塔爾省，西接科雷兹省和克勒兹省。
与圣莫里斯接壤的市镇（或旧市镇、城区）包括：维克勒孔特、比塞奥勒、拉普、莱马特尔德韦尔、米雷夫勒尔。

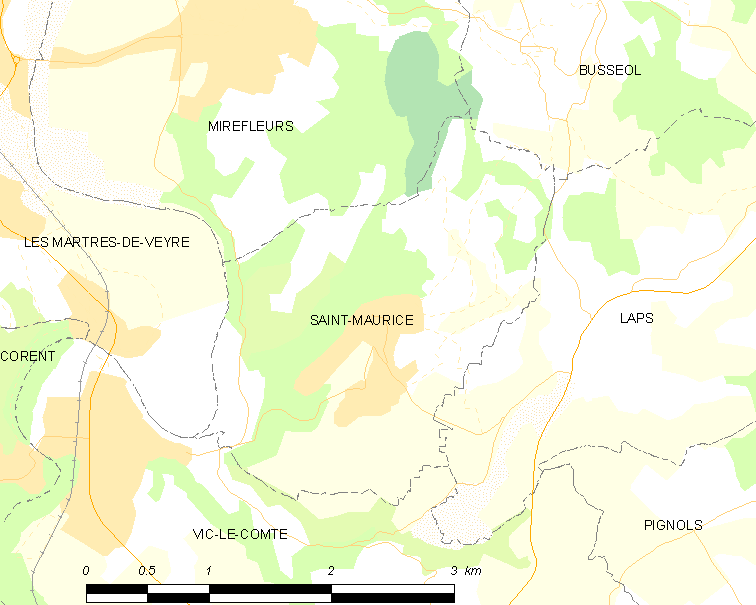
的OSM定位图

圣莫里斯的时区为UTC+01:00、UTC+02:00（夏令时）。

## 行政
圣莫里斯的邮政编码为63270，INSEE市镇编码为63378。

## 政治
圣莫里斯所属的省级选区为维克勒孔特县。

## 人口

1962-2008年间人口变化图示

圣莫里斯于2022年1月1日时的人口数量为990人。